# Jessica Origliasso
Jessica Louise Origliasso (Brisbane, 1984. december 25. –) ausztrál énekesnő, dalszerző és divattervező. Albany Creekben nőtt fel, ikertestvére, Lisa Origliasso mellett, akivel már fiatalon gyakran léptek fel közösen. A 2000-es években vált híressé nővérével, miután létrehozták együttesüket, a The Veronicast. Az együttes tagjaként színészi tapasztalatokat is szerzett. 2001-ben a Cybergirlben szerepelt Emerald Buxton-ként. 2007-ben divattervezőként tevékenykedett testvérével; létrehoztak a Target számára egy divatkollekciót, mely a 7 és 14 év közötti lányokat célozta meg. Jessicát Nu:U, Calvin Klein, Keds és Estée Lauder támogatta.